# Zyklon-B (band)
Zyklon-B var en kortlivet norsk black metal-supergruppe dannet i 1995.
Bandet bestod af Tomas "Samoth" Thormodsæter Haugen (guitar og bas) og Vegard "Ihsahn" Sverre Tveitan (Keyboard) fra Emperor, Kjetil-Vidar "Frost" Haraldstad (Trommer) fra Satyricon og Björn "Aldrahn" Dencker Gjerde (vokal) fra Dødheimsgard og Thorns. De indspillede kun en enkelt ep; andre versioner af disse sange blev brugt på split-album med Mayhem og Swordmaster.
Bandet Zyklon forveksles ofte med Zyklon-B (begge havde Samoth som guitarist). Selvom bandets navn henviser til Zyklon B, en gas som blev brugt i gaskamrene i koncentrationslejre under Holocaust, har Zyklon-B bekendtgjort at de var et apolitisk band.

## Diskografi
- 1995: Blood Must be Shed (ep)
- 1996: Blood Must be Shed / Wraths of Time (split-ep med Swordmaster)
- 1999: Necrolust / Total Warfare (split-single med Mayhem)

## Fodnoter
1. ↑  Zyklon-B på Encyclopaedia Metallum